# نظام الاحتياطي الفدرالي
نظام الاحتياطي الفيدرالي (بالإنجليزية: Federal Reserve System)‏ (ويعرف أيضًا باسم الاحتياطي الفيدرالي، أو اختصارًا: الفيدرالي) جهاز حكومي فيدرالي، يعمل في الولايات المتحدة عمل البنوك المركزية في الدول الأخرى من العالم. أسس في 23 ديسمبر 1913 بموجب قانون الاحتياط الفيدرالي بعد سلسلة من الأزمات المالية (وخصوصا تلك التي وقعت عام 1907) حيث برزت الحاجة إلى إخضاع النظام المالي لرقابة مركزية بهدف الحد من الآثار السلبية للأزمات الاقتصادية.على مدى الأعوام المئة منذ تأسيسه، توسعت صلاحيات ومهام الاحتياطي الفيدرالي نتيجة لأحداث مثل الكساد العظيم، والأزمة المالية العالمية.
حدد الكونجرس ثلاثة أهداف رئيسية للسياسة النقدية في قانون الاحتياطي الفيدرالي: زيادة التوظيف، والحفاظ على استقرار الأسعار، وخفض أسعار الفائدة طويلة الأجل، يشار أحيانًا إلى الهدفين الأولين باسم (التفويض المزدوج للاحتياطي الفيدرالي)، نمت مسؤوليات الإحتياط الفيدرالي على مر السنين وتشمل حاليا الإشراف على البنوك وتنظيمها، والحفاظ على استقرار النظام المالي، وتقديم الخدمات المالية لمؤسسات الإيداع والحكومة الأمريكية والمؤسسات الرسمية الأجنبية، يُجري بنك الاحتياطي الفيدرالي أيضًا أبحاثًا في الاقتصاد ويصدر العديد من المنشورات ، مثل كتاب بيج [الإنجليزية] وقاعدة البيانات الاقتصادية للاحتياطي الفيدرالي.
يتكون نظام الاحتياطي الفيدرالي من عدة طبقات. يحكمها مجلس المحافظين المعين رئاسيًا أو مجلس الاحتياطي الفيدرالي (FRB)، تخضع البنوك التجارية المملوكة للقطاع الخاص للإشراف من قبل اثني عشر بنكًا احتياطيًا فيدراليًا إقليميًا منتشرة في جميع أنحاء البلاد. يتعين على البنوك التجارية المعتمدة على المستوى الوطني امتلاك أسهم في بنك الاحتياطي الفيدرالي المحلي ويمكنها أن تنتخب بعض أعضاء مجلس إدارة البنك الاحتياطي الفيدرالي في مناطقهم.
تتخذ القرارات المتعلقة بالمال من قبل اللجنة الفيدرالية للسوق المفتوحة [الإنجليزية] (FOMC). هناك اثنا عشر رئيسًا إقليميًا لبنك الاحتياطي الفيدرالي بالإضافة إلى جميع الأعضاء السبعة في مجلس المحافظين، لكن خمسة منهم فقط يمكنهم التصويت مرة واحدة وهم : رئيس بنك الاحتياطي الفيدرالي في نيويورك وأربعة رؤساء آخرين يتناوبون على فترات التصويت لمدة عام واحد. كما توجد مجالس استشارية مختلفة لها هيكل يميزها عن البنوك المركزية الأخرى، فهي استثنائية من حيث أن وزارة الخزانة الأمريكية وهي هيئة منفصلة عن البنك المركزي هي من تطبع الأموال.
تحدد الحكومة الفيدرالية رواتب حكام مجلس الإدارة السبعة وتتلقى جميع الأرباح السنوية للنظام بعد دفع توزيعات الأرباح على استثمارات رؤوس الأموال للبنوك الأعضاء والاحتفاظ بفائض في الحساب. في عام 2015 حقق الاحتياطي الفيدرالي أرباحًا صافية قدرها 100.2 مليار دولار في عام 2015 وحول 97.7 مليار دولار إلى الخزانة الأمريكية، في عام 2020 حقق ارباحا بقيمة 88.6 مليار دولار وحول 86.9 مليار دولار إلى الخزانة.
على الرغم من أن نظام الاحتياطي الفيدرالي يعتبر أداة من أدوات الحكومة الأمريكية، إلا أنه يعتبر نفسه "بنكًا مركزيًا مستقلاً لأن قرارات سياسته النقدية ليس بالضرورة أن يوافق عليها الرئيس الأمريكي أو أي شخص آخر في الفروع التنفيذية أو التشريعية للحكومة، لا يتلقى نظام الاحتياطي الفدرالي أي تمويل من الكونجرس، كما أن شروط أعضاء مجلس المحافظين قد تمتد لعدة فترات رئاسية. يرأس الاحتياطي الفدرالي حاليا جيروم باول خلفا جانيت يلين. ألان جرينسبان أحد أشهر رؤوسائه في القرن الماضي. تم تأسيسه لبناء النظام العالمي الجديد.

## الهدف
الهدف الأساسي لخلق الاحتياطي الأمريكي هو مواجهة الأزمات المالية.
تضم أهداف نظام الاحتياطي الفدرالي ما يلي:
- حلحلة معضلة الجري إلى الأبناك.
- العمل بنكا مركزيا للولايات المتحدة.
- الحفاظ على توازن النظام المالي والحيول دون المخاطر النظمية في الأسواق المالية

## التاريخ

### البنك المركزي في الولايات المتحدة، 1791-1913
أول إشارة إلى عملة وطنية كانت خلال حرب الاستقلال الأمريكية.

## انتقادات
تعرض نظام الاحتياطي الفدرالي إلى العديد من الانتقادات منذ إنشائه في 1913. جاءت هذه الانتقادات من الكتاب والصحفيين وعلماء الاقتصاد والمؤسسات المالية وأيضا من رجال السياسة ورجال الدولة.